# Liste der Biografien/Tac
Liste der Biografien |
Portal Biografien |
Personensuche
# |
A |
B |
C |
D |
E |
F |
G |
H |
I |
J |
K |
L |
M |
N |
O |
P |
Q |
R |
S |
T |
U |
V |
W |
X |
Y |
Z |
?
 
Ta |
Tc |
Te |
Tf |
Tg |
Th |
Ti |
Tj |
Tk |
Tl |
Tm |
To |
Tq |
Tr |
Ts |
Tu |
Tv |
Tw |
Tx |
Ty |
Tz
 
Taa |
Tab |
Tac |
Tad |
Tae |
Taf |
Tag |
Tah |
Tai |
Taj |
Tak |
Tal |
Tam |
Tan |
Tao |
Tap |
Taq |
Tar |
Tas |
Tat |
Tau |
Tav |
Taw |
Tax |
Tay |
Taz
Die Liste der Biografien führt alle Personen auf, die in der deutschsprachigen Wikipedia einen Artikel haben. Dieses ist eine Teilliste mit 130 Einträgen von Personen, deren Namen mit den Buchstaben „Tac“ beginnt.

## Tac

### Taca
- Tacan, Necati (1895–1958), türkischer General

### Tacc
- Tacca, Giuseppe (1917–1984), italienisch-französischer Radrennfahrer
- Tacca, Pietro (1577–1640), italienischer Architekt, Bildhauer und Bronzegießer
- Tacchella, Ely (1936–2017), Schweizer Fußballspieler
- Tacchella, Jean-Charles (1925–2024), französischer Filmjournalist, Filmregisseur und Drehbuchautor
- Tacchi (* 1985), Schweizer Musiker und Songwriter
- Tacchinardi, Alessio (* 1975), italienischer Fußballspieler und -trainerAlessio Tacchinardi (* 1975)

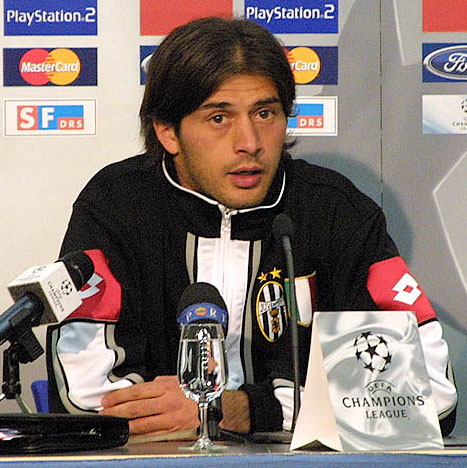
Alessio Tacchinardi (* 1975)

- Tacchinardi, Guido (1840–1917), italienischer Musiktheoretiker und Komponist
- Tacchinardi-Persiani, Fanny (1807–1867), italienische Opernsängerin (Koloratursopran)
- Tacchini, Alberto (* 1967), italienischer Jazzmusiker (Piano, Komposition)
- Tacchini, Carlo (* 1995), italienischer Kanute
- Tacchini, Pietro (1838–1905), italienischer Astronom
- Tacchini, Sergio (* 1938), italienischer Tennisspieler und Modeschöpfer
- Tacci Porcelli, Giovanni (1863–1928), italienischer Geistlicher, Kardinal der römisch-katholischen Kirche
- Taccini, Ubaldesca (1136–1206), italienische geweihte Jungfrau, Schwester des Malteserordens
- Taccius, Lukas (1552–1612), deutscher Lehrer, Rektor der Greifswalder Stadtschule
- Taccola (* 1381), italienischer Bauingenieur und Beamter
- Taccone, Jorma (* 1977), US-amerikanischer Comedian, Schauspieler und RegisseurJorma Taccone (* 1977)

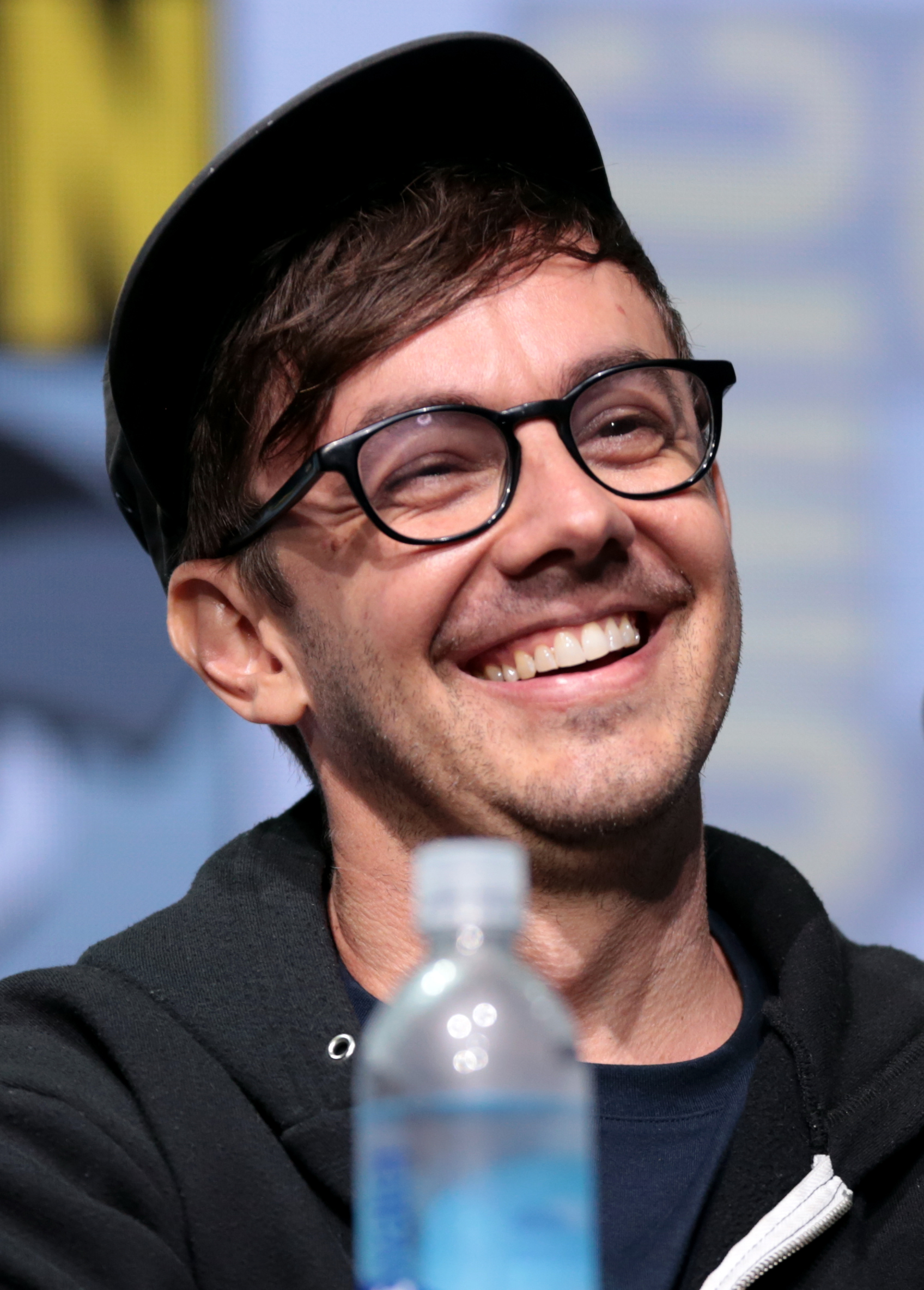
Jorma Taccone (* 1977)

- Taccone, Luciano (* 1989), argentinischer Triathlet
- Taccone, Vito (1940–2007), italienischer Radrennfahrer
- Tacconi, Adelmo (1915–2003), italienischer Geistlicher, katholischer Bischof von Grosseto
- Tacconi, Ferdinando (1922–2006), italienischer Comiczeichner
- Tacconi, Stefano (* 1957), italienischer Fußballspieler

### Tacf
- Tacfarinas († 24), numidischer Widerstandskämpfer gegen die römische Herrschaft

### Tach
- Tach, Enrico (* 1974), italienischer Biathlet
- Tachanon Nakarawong (* 1996), thailändischer Fußballspieler
- Tachard, Guy (1651–1712), französischer Jesuit, Missionar und Mathematiker
- Tachau, Frank (1929–2010), US-amerikanischer Politikwissenschaftler
- Tachauer, Fritz (1889–1942), deutscher Schauspieler, Kabarettist, Regisseur und Autor
- Taché, Alexandre-Antonin (1823–1894), kanadischer Missionar und römisch-katholischer Bischof
- Tache, Alexandru (* 1998), rumänischer Dreispringer
- Taché, Aurélien (* 1984), französischer Politiker
- Taché, Étienne-Paschal (1795–1865), kanadischer Politiker
- Taché, Mark (* 1959), US-amerikanischer Skirennläufer
- Tâche, Pierre-Alain (* 1940), Schweizer Schriftsteller und Richter
- Tachenius, Otto (1610–1680), deutscher Arzt und Alchemist
- Tachezi, Herbert (1930–2016), österreichischer Organist, Cembalist und Komponist
- Tachi, Kōki (* 1997), japanischer Fußballspieler
- Tachibana, Akemi (1812–1868), japanischer Dichter und Kokugaku-Gelehrter
- Tachibana, Akito (* 1988), japanischer Fußballspieler
- Tachibana, Ayumu (* 1995), japanischer Fußballspieler
- Tachibana, Hideki, japanischer Jazzmusiker
- Tachibana, Kōzaburō (1893–1974), japanischer Agrarreformer
- Tachibana, Michiko, japanische Badmintonspielerin
- Tachibana, Miya (* 1974), japanische Synchronschwimmerin
- Tachibana, Ryoya (* 1996), japanischer Fußballspieler
- Tachibana, Shiraki (1881–1945), japanischer Journalist und China-Kenner
- Tachibana, Shūta (1865–1904), japanischer Armeeoffizier
- Tachibana, Takashi (1940–2021), japanischer Journalist und Sachbuch-Autor
- Tachibana, Unokichi (* 1950), japanischer Kalligraf
- Tachibana, Yasuhiko (* 1955), japanischer Jazzmusiker (Kontrabass)
- Tachibana, Zuichō (1890–1968), japanischer Erforscher von Zentralasien
- Tachibanada, Kento (* 1998), japanischer Fußballspieler
- Tachie, Richmond (* 1999), deutsch-ghanaischer Fußballspieler
- Tachie-Mensah, Alexander (* 1977), ghanaischer Fußballspieler
- Tachihara, Masaaki (1926–1980), japanischer Schriftsteller
- Tachihara, Michizō (1914–1939), japanischer Lyriker
- Tachikawa, Kotarō (* 1997), japanischer Fußballspieler
- Tachikawa, Megumi, japanische Manga-Zeichnerin
- Tachikawa, Yūji, japanischer theoretischer Physiker
- Tachiles (* 1970), deutsch-türkischer Sänger der Musikrichtung Hip-HopTachiles (* 1970)

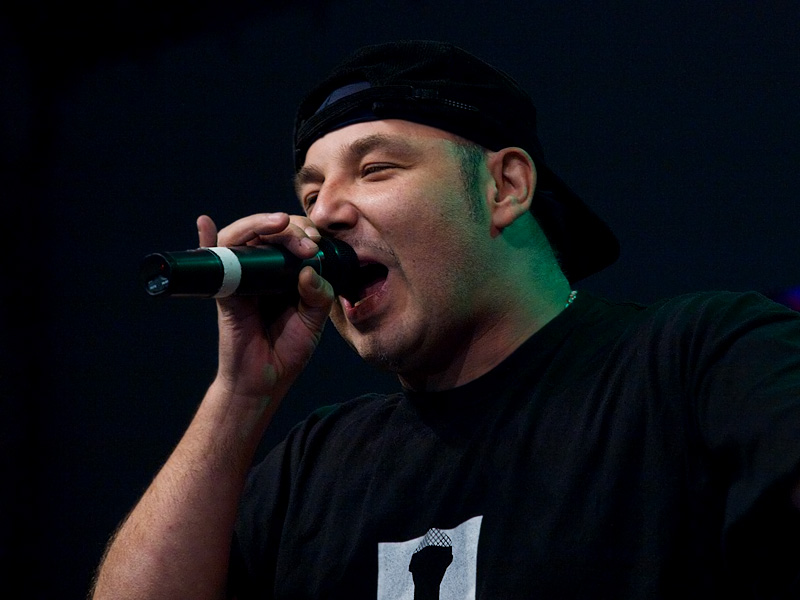
Tachiles (* 1970)

- Tachimoto, Haruka (* 1990), japanische Judoka
- Tachimoto, Megumi (* 1989), japanische Judoka
- Tachino, Shunsuke (* 1993), japanischer Fußballspieler
- Tachizaki, Fuyuko (* 1989), japanische Biathletin
- Tachizaki, Mikito (* 1988), japanischer Biathlet und Skilangläufer
- Tachos, Pharao der 30. Dynastie
- Tachpenes, ägyptische Königin
- Tachtadschjan, Armen (1910–2009), armenisch-russischer Botaniker
- Tachtadschjan, Leon Armenowitsch (* 1950), russischer mathematischer Physiker
- Tachtsidis, Panagiotis (* 1991), griechischer Fußballspieler
- Tachuit, ägyptische Königin

### Taci
- Tači, Arnel (* 1986), deutscher Schauspieler
- Taciak, Mateusz (* 1984), polnischer Straßenradrennfahrer
- Tacik, Victor (1912–1975), deutscher Schauspieler bei Bühne, Film, Hörfunk und Fernsehen
- Tacitus, römischer Historiker und PolitikerTacitus

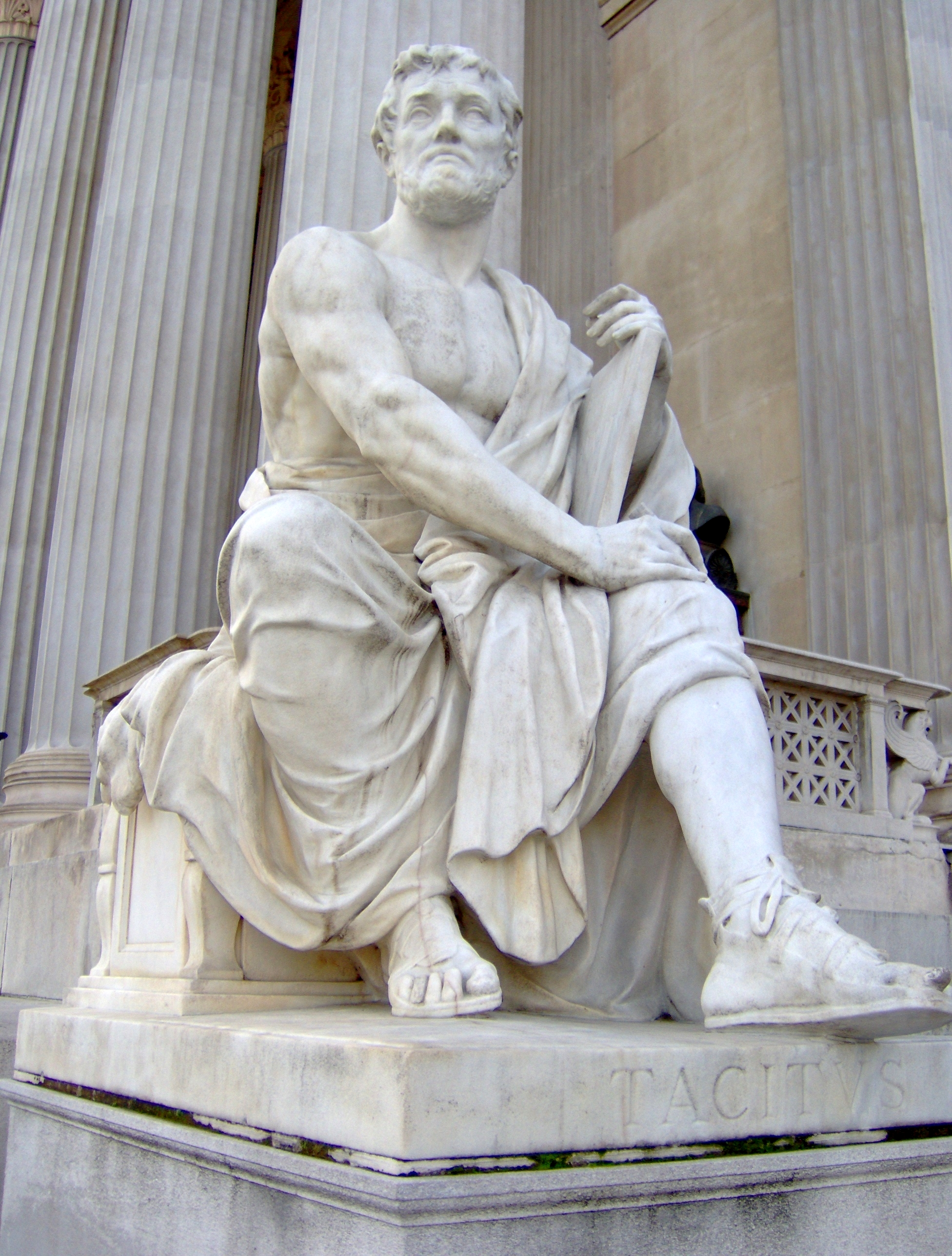
Tacitus

- Tacitus († 276), römischer Kaiser (275–276)

### Tack
- Tack, Alfred (1898–1970), deutscher Politiker (SPD), MdL
- Tack, Anita (* 1951), deutsche Politikerin (Die Linke), MdL, ehemalige Landesministerin in Brandenburg
- Tack, Conrad (1844–1919), deutscher Unternehmer, Mitbegründer der Schuhfabrik Conrad Tack & Cie
- Tack, Fritz (* 1942), deutscher Politiker (SED, PDS, Die Linke), MdL
- Tack, Johannes (1874–1934), deutscher Beamter und Staatsrat in Bremen
- Tack, Kerstin (* 1968), deutsche Politikerin (SPD), MdBKerstin Tack (* 1968)

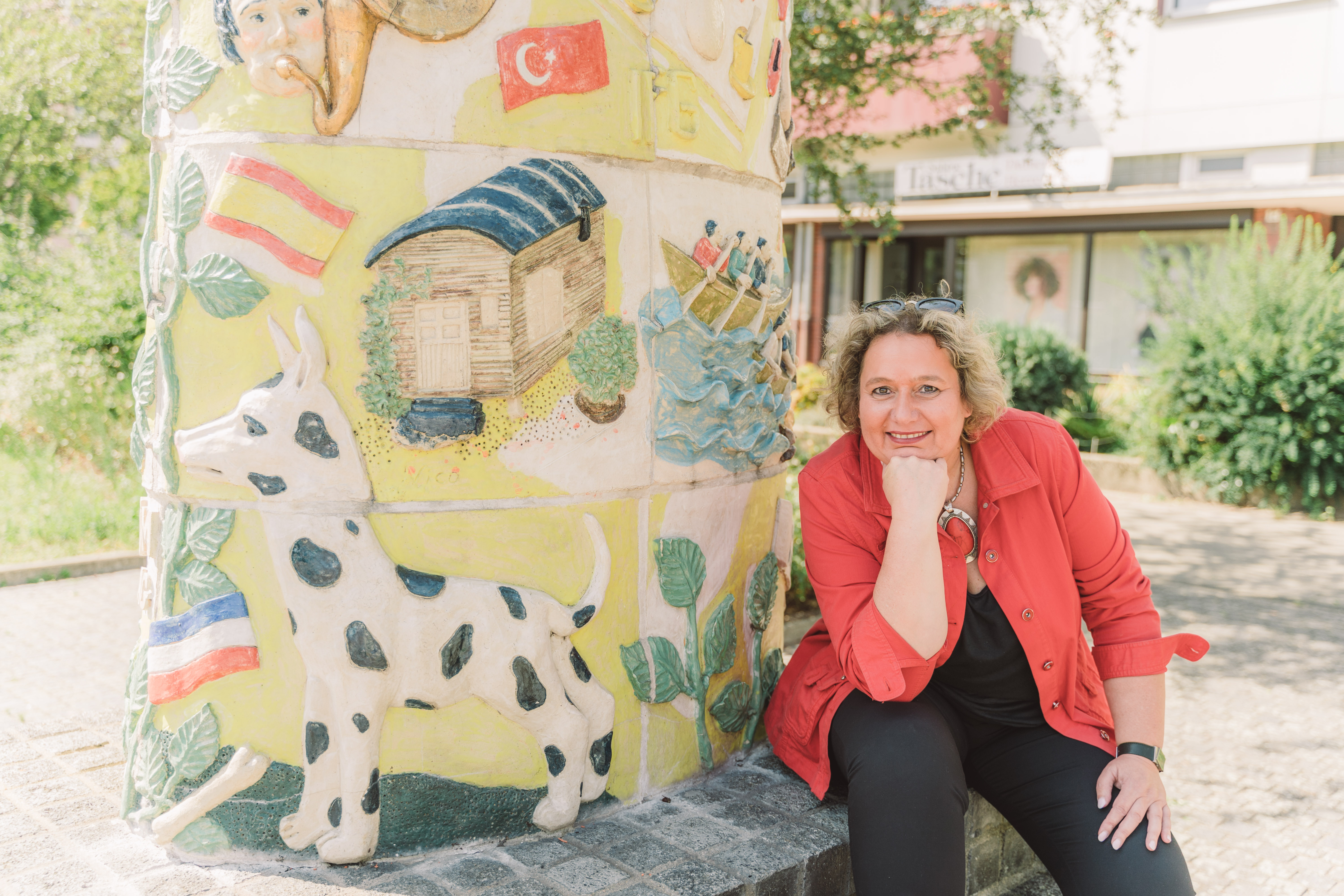
Kerstin Tack (* 1968)

- Tack, Konrad (* 1942), deutscher Beamter
- Tack, Pierre (1818–1910), belgischer Staatsmann
- Tack, Stella (* 1995), österreichische Autorin
- Täck, Ulrike (* 1968), deutsche Ingenieurin und Politikerin (Bündnis 90/Die Grünen), MdL
- Tack, Werner (* 1935), deutscher Kognitionspsychologe und Hochschullehrer
- Tackaberry, Thomas (1923–2017), US-amerikanischer Offizier, Generalleutnant der US-Army
- Tackaert, William (* 1956), belgischer Radrennfahrer
- Tacke, Achim (* 1953), deutscher Journalist
- Tacke, Alfred (* 1951), deutscher Politiker (SPD) und Manager
- Tacke, Andreas (* 1954), deutscher Kunsthistoriker
- Tacke, Bernhard (1907–1994), deutscher Gewerkschafter
- Tacke, Bruno (1861–1942), deutscher Moorforscher und Bodenkundler
- Tacke, Charlotte (* 1961), deutsche Historikerin
- Tacke, Doris (* 1960), deutsche Pflegewissenschaftlerin und Hochschullehrerin
- Tacke, Eberhard (1910–1977), deutscher Historiker, Geograph und Papierforscher
- Tacke, Felix (* 1985), deutscher Romanist
- Tacke, Franz (1927–2011), deutscher Ingenieur und Unternehmer
- Tacke, Fritz, deutscher Radrennfahrer
- Tacke, Gerd (1906–1997), deutscher Volkswirt und Manager
- Tacke, Ludwig (1823–1899), deutscher Architektur- und Historienmaler
- Tacke, Reinhold (* 1949), deutscher Chemiker und Hochschullehrer für Anorganische Chemie
- Tacke, Sarah (* 1982), deutsche Journalistin und FernsehmoderatorinSarah Tacke (* 1982)

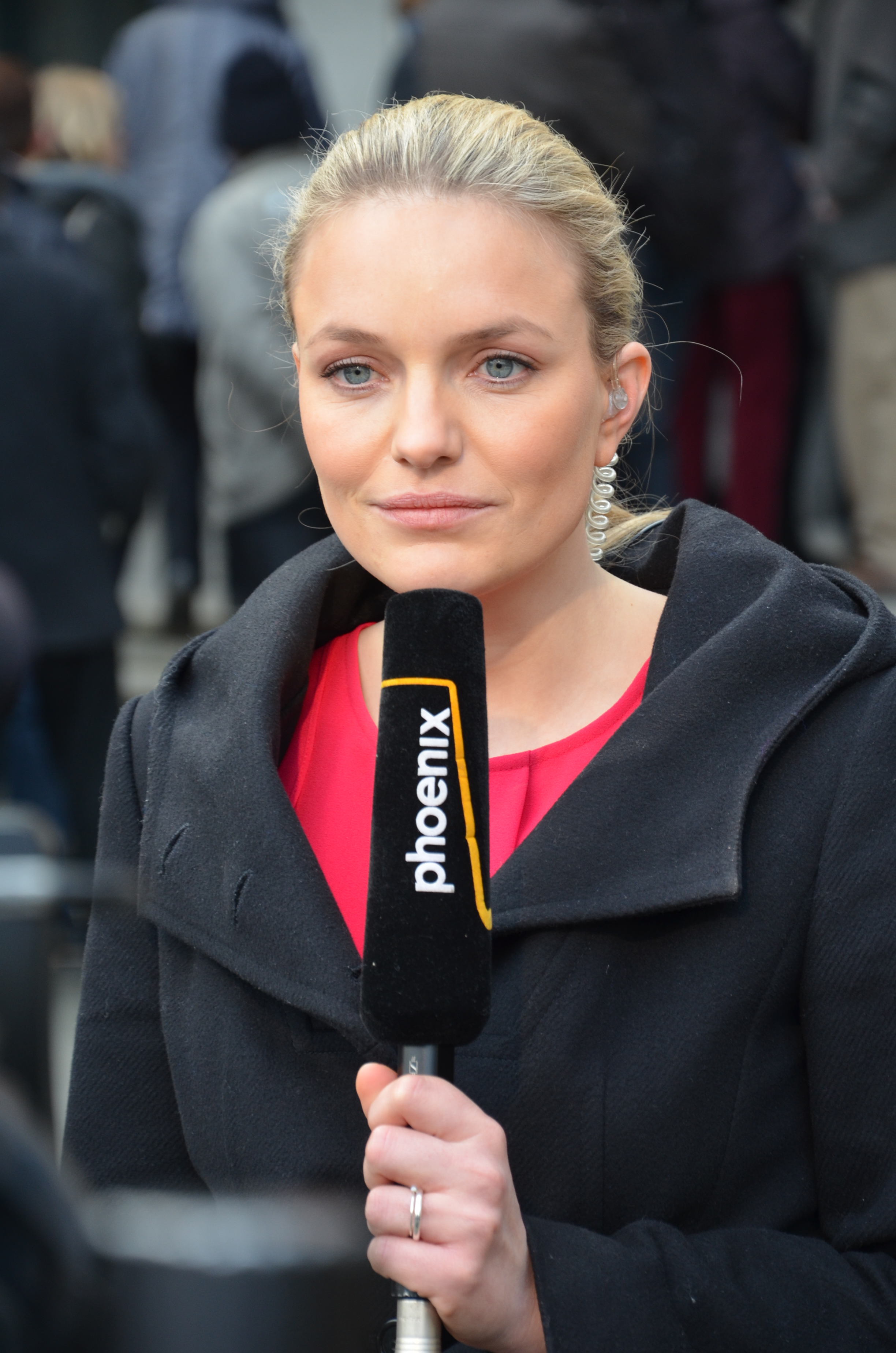
Sarah Tacke (* 1982)

- Tacke, Veronika (* 1961), deutsche Soziologin
- Tacke, Wilhelm (* 1938), deutscher Pädagoge, Historiker und Schriftsteller
- Tackenberg, Christine (* 1949), deutsche Sprinterin
- Tackenberg, Kurt (1899–1992), deutscher Prähistoriker
- Tackenberg, Wilhelm (1893–1963), deutscher Konteradmiral (Ing.) der Kriegsmarine
- Tackert, Adolph (1831–1911), deutscher Forstmann
- Tackert, Karl (1837–1929), deutscher Kammeringenieur und Bürgermeister von Schwerin
- Tackett, Boyd Anderson (1911–1985), US-amerikanischer Politiker
- Tackett, Fred (* 1945), US-amerikanischer Rockgitarrist
- Tackmann, Boris, deutscher American-Football-Spieler
- Tackmann, Gerhard (1911–1989), deutscher Politiker (SPD), MdL
- Tackmann, Kerstin (* 1978), deutsche Physikerin
- Tackmann, Kirsten (* 1960), deutsche Politikerin (Die Linke), MdB

### Taco
- Taco (* 1955), niederländischer PopsängerTaco (* 1955)

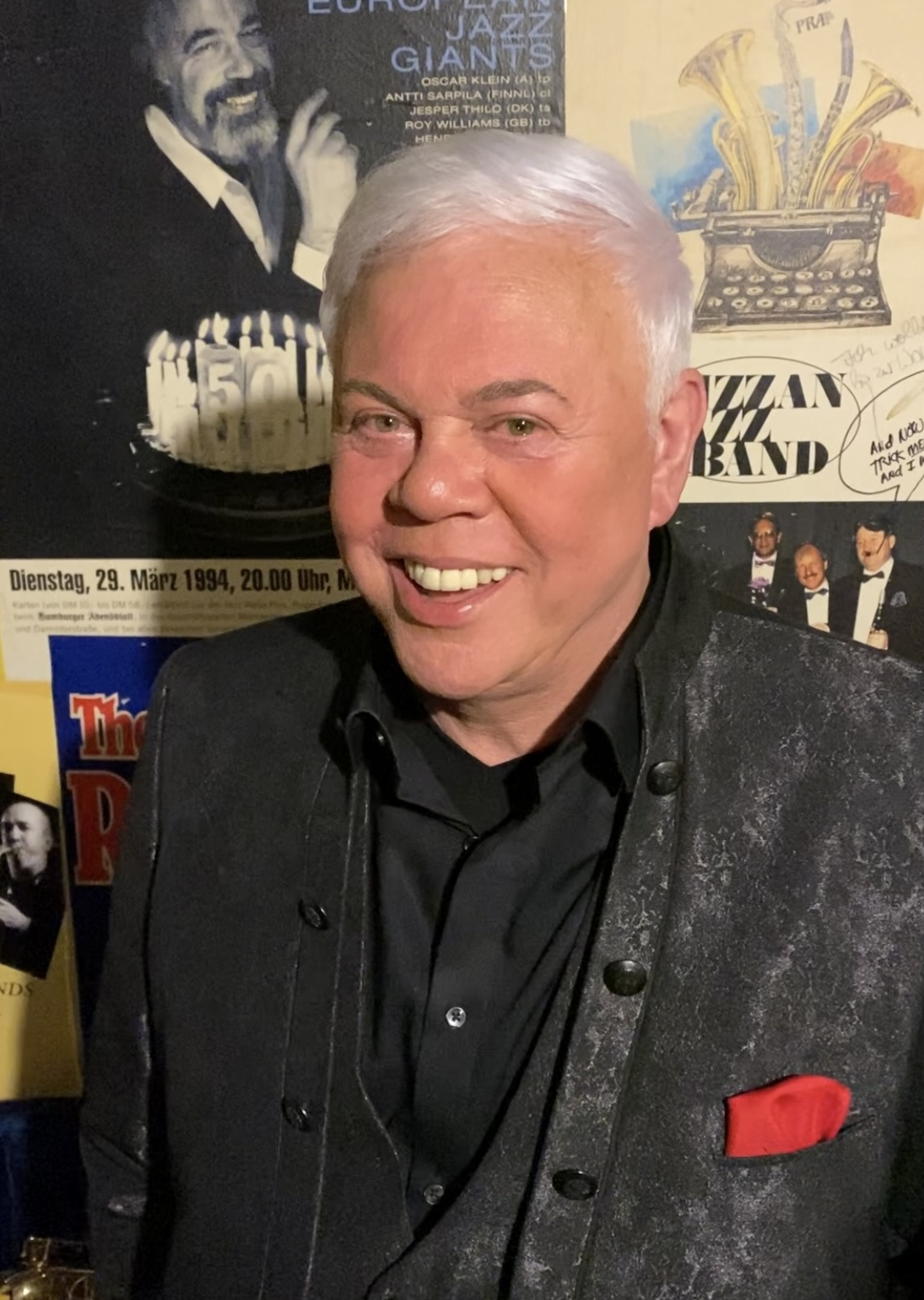
Taco (* 1955)

- Tacón y Rosique, Miguel (1775–1855), spanischer Adliger, kastilischer Gouverneur auf Kuba in La Paz (Rio de la Plata)
- Tačová, Adolfína (* 1939), tschechoslowakische Turnerin

### Tacq
- Tacquet, André (1612–1660), flämischer Mathematiker

### Tacu
- Tacu, Andrei Viorel (* 1988), rumänisch-schweizerischer Schauspieler
- Tacuma, Jamaaladeen (* 1956), US-amerikanischer Jazz- und Improvisationsmusiker

### Tacz
- Taczak, Stanisław (1874–1960), Hauptmann
- Taczak, Teodor (1878–1941), polnischer römisch-katholischer Priester, Theologe, Prälat und Sozialaktivist
- Taczanowski, Anton von (1847–1917), Mitglied des Preußischen Herrenhauses
- Taczanowski, Hubert (1960–2024), polnischer Kameramann
- Taczanowski, Władysław (1819–1890), polnischer Zoologe
- Taczanowski, Władysław (1825–1893), polnischer Politiker, MdR